# NBCニュース&天気
『NBCニュース&天気』（エヌビーシーニュース アンド てんき）は、長崎放送（NBCテレビ）で平日深夜に放送されていた長崎県のローカルニュース番組。

## 出演者
基本的には、『報道センターNBC』の女性アナウンサー2人（豊﨑なつき、早田紀子）が同じ曜日を担当している。衣装に関しては、『報道センターNBC』で着ている服を使用するが、私服の場合もある。
- 月曜 - 火曜 / 豊﨑なつき
- 水曜 - 金曜 / 早田紀子
- 日曜 / NBCアナウンサー

## 内容・タイムテーブル
- 24:16:00 番組オープニング
- 24:16:07 スタジオパートスタート
- 24:17:51 スタジオパート終了
- 24:18:00 番組終了